# Заряджена частинка
Заряджена частинка — частинка, яка має електричний заряд. Зарядженими можуть бути як елементарні частинки, так і атоми, молекули і багатоатомні комплекси (кластери, пилинки, краплі). Заряд завжди кратний елементарному заряду.

## Елементарні частинки
| Клас       | Додатні    | Від'ємні     |
| ---------- | ---------- | ------------ |
|            | Протон     | Антипротон1) |
| β-частинки | Позитрон1) | Електрон     |
|            | Електрон   | Дірка2)      |
|            | α-частинка | Електрон     |
| Іони       | Катіон     | Аніон        |

1) — античастинка; 2) — квазічастинка

## Дробовий заряд
Дробовий заряд мають частинки, які поодинці не зустрічаються, але спільно утворюють інші елементарні частинки.
- Кварк
- Антикварк

## Атоми і молекули
Заряджені атоми і молекули називаються іонами.